# 約瑟夫·厄爾蘭格
約瑟夫·厄爾蘭格（英語：Joseph Erlanger，1874年1月5日—1965年12月5日）是一名美國生理學家，由於發現了多種不同的神經纖維，而於1944年獲頒諾貝爾生理學或醫學獎。

## 生平
出生於舊金山，逝世於密蘇里州的聖路易斯。